# 1790 v loďstvech
Tento článek obsahuje významné události v oblasti loďstev v roce 1790.

## Události
9.–10. července – V bitvě u Svensksundu bylo poraženo ruské loďstvo švédskou flotilou.